# Jorge Valdivieso Blanco
Jorge Valdivieso Blanco (Santiago, 29 de abril de 1867-ibíd., 24 de octubre de 1943) fue un abogado y político chileno.

## Primeros años de vida
Sus padres eran Ramón Valdivieso Cruzat  y Luisa Blanco Viel, a través de su madre, era descendiente del Conde de la Conquista. Hizo sus estudios de humanidades en el Colegio San Ignacio de los padres jesuitas y cursó Leyes en la Universidad de Chile. Desde niño se dedicó también a las labores agrícolas.
Se casó el 29 de abril de 1889, con Josefina Barros Izquierdo, hija de Diego Barros Arana (obsequiaron la biblioteca de Diego Barros al Estado). Tuvieron tres hijos: Fernando, Josefina y María Inés.
Entre otras actividades y distinciones, fue director del Cuerpo de Bomberos de Santiago; socio honorario del Club de La Unión; miembro honorario del Cuerpo de Bomberos de San Bernardo; medalla de oro dada por el pueblo de San Bernardo; medalla de oro de la municipalidad de Renca.

## Carrera política

### Inicios y alcalde
En su juventud se afilió al Partido Liberal, al cual sirvió durante su vida.
En 1896 participó activamente en la campaña de la candidatura presidencial de Vicente Reyes, que fue a las urnas acompañado de la Alianza Liberal, pero no resultó elegido.
En 1897 fue elegido regidor, por dos períodos consecutivos, por la comuna de San Bernardo y ocupó la primera alcaldía. Realizó, en estos períodos, obras de adelanto para la comuna, como calles, plazas y otros; fundó también, el Cuerpo de Bomberos de la ciudad, el cual lo nombró miembro honorario, una vez que se trasladó a Santiago, a cumplir como diputado.
A la muerte de Eduardo Videla, fue director y presidente durante dos años del Club Liberal, puesto al que renunció porque se trasladó a Europa, en un viaje de estudio y de placer; realizó varios de estos viajes a Europa.

### Diputado
Fue elegido para su primera vez en el Congreso, como diputado por "La Victoria y Melipilla", para el período 1903-1906; se incorporó el 29 de octubre de 1903 y el 20 de noviembre siguiente fue aprobada su elección, quedando fuera de la Cámara el diputado presuntivo Enrique Larraín Alcalde. Fue diputado reemplazante en la Comisión Permanente de Elecciones.
En la campaña presidencial de 1906 que dio el triunfo a Pedro Montt, fue un decidido de esa causa y así también la defendió en el Congreso, ya que fue reelegido diputado para el período 1906-1909, durante el cual fue reemplazante en la Comisión Permanente de Relaciones Exteriores, e integró la Comisión Permanente de Beneficencia y Culto.
Fue elegido nuevamente diputado, esta vez en representación de "Santiago", para el período 1912-1915. En dicho periodo integró la Comisión Permanente de Relaciones Exteriores y Colonización.
Fue reelegido diputado, aunque nuevamente por "La Victoria y Melipilla", para el período 1915-1918, durante el cual continuó integrando la Comisión Permanente de Relaciones Exteriores y Colonización.
En la Cámara se preocupó de la obra del ferrocarril longitudinal y participó con su voto de mayoría. Fue miembro de la Comisión Mixta de Presupuestos en distintas ocasiones y defendió especialmente el presupuesto de instrucción pública. Hizo defensa a las policías fiscales de Ñuñoa, San Miguel, Providencia y otros. La Cámara lo nombró miembro de la Comisión Especial de Instrucción Pública y de Reforma Municipal.

### Ministro e intendente
Fue nombrado ministro de Marina, por el presidente Juan Luis Sanfuentes Andonaegui, el 22 de abril de 1918, cargo que sirvió hasta el 6 de septiembre del mismo año; paralelamente, fue ministro subrogante de Hacienda, desde el 22 de abril al 6 de septiembre de 1918 también.
Fue nombrado intendente de Santiago, en septiembre de 1920; en este cargo solucionó conflictos laborales. Dejó de existir en Santiago, Chile, el 24 de octubre de 1943.